# Nightcrawler
Nightcrawler (bra: O Abutre; prt: Nightcrawler - Repórter na Noite) é um filme policial de drama e suspense americano escrito e dirigido por Dan Gilroy (que também dirigiu The Bourne Legacy). O filme é estrelado por Jake Gyllenhaal, Bill Paxton, Rene Russo e Riz Ahmed. O filme foi produzido por Jennifer Fox, Jake Gyllenhaal, Tony Gilroy, David Lancaster, Michel Litvak e Gary Michael Walters. Gilroy teve sua estreia como diretor de cinema neste filme.
Foi exibido na seção especial Apresentações de 2014 do Festival Internacional de Cinema de Toronto. O filme foi lançado em 17 de outubro de 2014 pela Open Road Films.

## Sinopse
Enfrentando dificuldades para conseguir um emprego formal, o jovem Louis Bloom (Jake Gyllenhaal) decide entrar no agitado submundo do jornalismo criminal independente de Los Angeles. A fórmula é correr atrás de crimes e acidentes chocantes, registrar tudo e vender a história para veículos interessados.

## Elenco
- Jake Gyllenhaal como Louis Bloom
- Bill Paxton como Chris Day
- Rene Russo como Nina
- Riz Ahmed como Rick
- Kevin Rahm como Frank Kruse
- Eric Lange como Cameraman
- Jonny Coyne como Dono da Pawn Shop
- Michael Hyatt como Detetive Fronteiri
- Kiff VandenHeuvel como Editor do canal de notícias News Channel editor
- Anne McDaniels como Garota do tempo de Los Angeles
- Jamie McShane como Motorista
- Price Carson coom Detetive Lieberman

## Produção
Gyllenhaal tornou-se o primeiro ator a assinar para o filme em abril de 2013. O filme não foi um dos 31 projetos selecionados originalmente pelo programa de Crédito Fiscal de Cinema da Califórnia de junho por US$100 milhões em créditos através de um sorteio de 380 inscrições, mas o fez receber uma alocação de $2.3 milhões. Bill Paxton e Rene Russo assinaram para o filme em setembro, que foi seguido pelo vazamento de Riz Ahmed como "motorista e protetor" de Gyllenhaal. Kevin Rahm se juntou ao elenco como um editor de canal de notícias em outubro. Em 17 de maio de 2014, Open Road Films adquiriu os direitos dos Estados Unidos para o filme.
As filmagens começaram em 6 de outubro de 2013 em Los Angeles. Gyllenhaal perdeu 20 quilos para seu papel no filme.